# Tom Watson (Fußballtrainer)
Thomas „Tom“ Watson (* 9. April 1859 in Newcastle upon Tyne; † 6. Mai 1915 in Liverpool) war ein englischer Fußballtrainer. Als Vereinssekretär/sportlich Verantwortlicher war er zum Ende des 19. und Anfang des 20. Jahrhunderts dreifacher englischer Meister mit dem AFC Sunderland und zweimal Titelträger des FC Liverpool. Er war der erste Trainer, dem dieser Erfolg mit zwei verschiedenen Vereinen gelang und ist bis heute mit 19 Jahren der Trainer mit der längsten Amtszeit in der Geschichte des FC Liverpool.

## Sportlicher Werdegang
Watsons eigene Fußballerkarriere verlief bescheiden bei kleineren Vereinen in Woodbine, Rosewood und Heaton, bevor er in seiner Heimat Newcastle erste Tätigkeiten als Vereinssekretär bei Newcastle West End und Newcastle East End aufnahm. Diese beiden Klubs waren Vorgänger von Newcastle United und Watson legte als Teil einer Abordnung mit Bürgern und Geschäftsleuten der Stadt den Grundstein dafür, dass mit dem St. James’ Park eine adäquate Spielstätte genutzt werden konnte. Dazu pflegte Watson – wie auch später in Sunderland und Liverpool – nach Schottland zu reisen, um dort Fußballer anzuwerben (angeblich stets mit dem Angebot einer 5-Pfund-Note und einem guten Job in einer Fabrik an der Tyneside). Im Jahr 1889 verpflichtete ihn der AFC Sunderland als Vereinssekretär und auf Anhieb prägte er den Klub, der damals noch nicht am Spielbetrieb der Football League teilnahm. Unter seiner Regie als sportlicher Leiter wurde dem Klub zur Saison 1890/91 die Teilnahme an der Profiliga gestattet und durch seine zahlreichen Kontakte und Kenntnisse im Fußballsport, konnte der Bekanntheitsgrad des AFC Sunderland dem anderer Spitzenvereine wie Preston North End oder Blackburn Rovers angeglichen werden. Bereits in der Spielzeit 1891/92 gewann Sunderland die englische Meisterschaft und in den Jahren 1893 und 1895 wiederholte die Mannschaft unter Watsons Regie dieses Kunststück. Zusätzlich erreichte Sunderland bis 1896 dreimal das Halbfinale im FA Cup.
Watson galt im Sommer 1896 als bester Trainer im englischen Fußball. Als ihm dann der Erstligarückkehrer FC Liverpool ein lukratives Angebot machte, das mit einem Jahressalär von 300 Pfund eine Verdopplung seiner Bezüge nach sich zog, unterschrieb er einen Dreijahresvertrag. Er war mit 37 Jahren noch sehr jung und als Vereinssekretär war er für die Organisation der Spieltage, die schriftliche Dokumentation und die Korrespondenz der Ereignisse mit der heimischen Presse zuständig. Üblicherweise war die Funktion eines Fußballtrainers im 19. Jahrhundert noch nicht vorhanden, aber Watsons Kompetenzen kamen den diesbezüglich späteren Anforderungen nahe, da er in die Auswahl der Aufstellungen, taktische Ausrichtung und Verpflichtung neuer Spieler maßgeblich mit einbezogen wurde. Dies führte in Liverpool zu einer Zeitenwende, da das Team zuvor keinen „Chef“ außerhalb des Spielfelds gehabt hatte. Watson führte einen strikten Ernährungsplan ein und adaptierte sein Trainingsprogramm, mit dem er erfolgreich in Sunderland gearbeitet hatte. Das Debüt des FC Liverpool unter Watson am 1. September 1896 war ebenso der Einstand der neuen roten Trikots, mit denen sich der FC Liverpool deutlich von den blauen Farben des Lokalrivalen FC Everton abgrenzen und Angriffslust signalisieren sollte. Die Erfolge ließen nicht lange auf sich warten. Nach einem Achtungserfolg auf dem fünften Rang in seiner Debütsaison 1896/97 und einem zweiten Jahr im Mittelfeld stand seine Mannschaft vor der letzte Partie der Spielzeit 1898/99 vor dem Gewinn der englischen Meisterschaft. Ein Remis beim punktgleichen Konkurrenten Aston Villa hätte gereicht, aber die deftige 0:5-Niederlage machte diese Hoffnung zunichte. Nach einem Fall auf den zehnten Rang im Jahr darauf, nahm die Mannschaft mit Watson in der Saison 1900/01 einen weiteren ernsthaften Anlauf zum Gewinn der ersten Meisterschaft in der Vereinsgeschichte. Als dieser gelang, hatten zum Erfolg zahlreiche Verpflichtungen von „Owd Tom“, wie Watson oft genannt wurde, beigetragen. Ab der Jahrhundertwende prägten Spieler wie „Superstar“ Alex Raisbeck, die Torhüter Sam Hardy und Elisha Scott sowie die Torjäger Jack Parkinson und Sam Raybould das Bild des FC Liverpool und waren allesamt von Watson angeheuert worden. Beim Gewinn der englischen Meisterschaft 1901 hatte Watson zudem seinen Ex-Klub aus Sunderland auf den zweiten Rang verdrängt, der sich im Jahr darauf jedoch „revanchierte“ und selbst den englischen Titel einfuhr.
In den folgenden Jahren durchlebte der FC Liverpool turbulente Zeiten – sowohl in finanzieller als auch in sportlicher Hinsicht. Im Jahr 1903 machte eine regelwidrige Verpflichtung von drei Liverpooler Spielern durch den FC Portsmouth Schlagzeilen und führte teilweise zu Sperren, wovon Leistungsträger wie William Goldie betroffen waren. Im Jahr darauf stieg Liverpool aus der höchsten englischen Spielklasse ab, kehrte aber bereits 1905 dorthin wieder als Zweitligameister zurück. Überraschend gewann der FC Liverpool als Aufsteiger 1906 seine zweite englische Meisterschaft; dies war gleichbedeutend Watsons fünfter Ligatitel. Mit Ausnahme einer weiteren Vizemeisterschaft 1910 verharrten die Leistungen bis Mitte der 1910er-Jahre dann jenseits derer von Meisterschaftsaspiranten. Watsons persönliche Beziehung zum englischen FA Cup blieb schwierig. Nachdem er sechsmal mit Sunderland und Liverpool im Pokal maximal das Halbfinale erreicht hatte, gelang es ihm letztlich 1914 dann doch, mit Liverpool ins Finale einzuziehen. Ein „Happy End“ war ihm jedoch nicht vergönnt, da das Endspiel mit 0:1 gegen den FC Burnley verloren ging.
Nach dem Ausbruch des Ersten Weltkriegs bereitete sich Watson auf seine 19. Saison in Liverpool vor und hatte zuvor in der Heimat Newcastle den 56. Geburtstag gefeiert. Drei Wochen später ging er wieder seiner Arbeit nach, als er sich eine schwere Erkältung einfing. Diese entwickelte sich schnell zu einer handfesten Lungenentzündung, der er am 6. Mai 1915 erlag. Der Tod des über die Liverpooler Grenzen hinaus populären Erfolgstrainers rief große Bestürzung hervor und der Beisetzung auf dem Anfield-Friedhof wohnten zahlreiche Weggefährten bei – Sargträger waren seine Ex-Spieler Alex Raisbeck, Ned Doig, Arthur Goddard, Charlie Wilson, Maurice Parry, George Fleming und Bobby Robinson neben seinem Trainerassistenten William Connell.

## Titel/Auszeichnungen
- Englischer Fußballmeister (5): 1892, 1893, 1895, 1901, 1906
- Sheriff of London Charity Shield (1): 1906